# Telewizja Kablowa Chopin
Chopin Telewizja Kablowa  – spółka z ograniczoną odpowiedzialnością z siedzibą w Wejherowie, operator telewizji kablowej oferujący swoje usługi na terenie powiatu wejherowskiego i puckiego i miasta Gdańsk.
Poza kablowym dostępem do ponad 180 kanałów telewizyjnych i radiowych w systemie cyfrowym DVB-C, w tym niezależnej telewizji lokalnej TTM, operator ma w swojej ofercie także dostęp do szerokopasmowego internetu oraz internetu mobilnego, usługę telefonii stacjonarnej typu VoIP i telefonii komórkowej, a także ponad 80 kanałów telewizji wysokiej rozdzielczości (HDTV).